# بابلو جايتان
بابلو جايتان (بالإسبانية: Pablo Gaitán)‏ هو لاعب كرة قدم أرجنتيني، ولد في 9 مايو 1992 في Capitán Bermúdez ‏ في الأرجنتين. لعب مع Unión de Sunchales ‏.

## وصلات خارجية
- بابلو جايتان على موقع قاعدة بيانات كرة القدم.إي يو (الإنجليزية)
- بابلو جايتان على موقع Soccerway.com (الإنجليزية)